# HD 38670
HD 38670，又名BD+20 1105，SAO 77578、HR 1997，是一颗恒星，视星等为6.07，位于銀經187.23，銀緯-3.64，其B1900.0坐标为赤經5h 42m 24.1s，赤緯+20° -3.64′ 4″。